# Ion Izagirre
Ion Izagirre Insausti, auch Ion Izaguirre, Jon Izagirre oder Jon Izaguirre, (* 4. Februar 1989 in Ormáiztegui, Baskenland) ist ein spanischer Radrennfahrer. Er ist der jüngere Bruder des Radsportlers Gorka Izagirre.

## Sportlicher Werdegang
Ion Izagirre schloss sich 2009 dem baskischen Continental Team Orbea an und wechselte 2011 zum ebenfalls baskischen ProTeam Euskaltel-Euskadi. Für diese Mannschaft gewann er im Jahr 2012 zunächst eine Etappe der Asturien-Rundfahrt, ehe er bei seiner ersten Grand Tour die 16. Etappe des Giro d’Italia 2012 aus der Ausreißergruppe für sich entschied. Ein Jahr später bestritt er die Tour de France 2013, die er auf dem 69. Gesamtrang beendete.
Nach der Auflösung der Euskaltel-Mannschaft wechselte Izagirre 2014 zum Movistar Team und gewann im gleichen Jahr die spanischen Meisterschaften im Straßenrennen. In der Saison 2015 übernahm er im abschließenden Einzelzeitfahren der Polen-Rundfahrt die Gesamtführung und gewann damit die Rundfahrt mit nur zwei Sekunden Vorsprung auf den Zweitplatzierten Bart De Clercq. 2016 gewann er das Eintagesrennen Gran Premio Miguel Induráin und jeweils ein Zeitfahren der Tour de Romandie und Tour de Suisse, wobei er bei beiden Rundfahrten der UCI WorldTour auch auf dem Podium der Gesamtwertung stand. Nachdem er spanischer Meister im Zeitfahren wurde, bestritt er die Tour de France 2016, wo er die bergige 20. Etappe in Morzine für sich entschied, nachdem er sich auf der nassen Schlussabfahrt des Col de Joux Plane abgesetzt hatte. Am Ende der Saison nahm er an Olympischen Spielen in Rio de Janeiro Teil und belegte den achten Platz im Zeitfahren.
Nach drei Jahren im spanischen Movistar Team, wechselte er zum neu gegründeten Bahrain Merida Pro Cycling Team, wo er in den Jahren 2017 und 2018 zahlreiche Top-10-Ergebnisse bei den einwöchigen UCI WorldTour-Rundfahrten einfuhr und neunter der Vuelta a España 2018 wurde. Weiters beendete er auch die großen Eintagesrennen wie Lüttich–Bastogne–Lüttich, die Lombardei-Rundfahrt, das Amstel Gold Race und die Clásica San Sebastián in den vorderen Plätzen und wurde elfter bei den Straßenradsport-Weltmeisterschaften auf dem anspruchsvollen Rundkurs in Innsbruck.
Nach seinem Wechsel zum kasachischen Astana Pro Team, das später unter dem Namen Astana Premier-Tech fuhr, gewann er im Frühjahr 2019 die Gesamtwertung der Valencia-Rundfahrt, eine Etappe von Paris–Nizza und nach einem Generalangriff 60 Kilometer vor dem Ziel der letzten Etappe die Gesamtwertung der Baskenland-Rundfahrt vor dem bis dahin Führenden Emanuel Buchmann. Im selben Jahr bestritt er sowohl den Giro d’Italia, als auch die Vuelta a España an der Seite von Miguel Ángel López, und setzte sich zum Auftakt der Spanien-Rundfahrt gemeinsam mit seinen Teamkollegen im Mannschaftszeitfahren durch. Im Jahr 2020 gewann er die 6. Etappe der Vuelta a España, die mit einer Bergankunft in Formigal zu Ende ging und feierte ein Jahr später einen weiteren Etappensieg bei der Baskenland-Rundfahrt 2021. Weiters wurde er 2021 ein zweites Mal spanischer Meister im Zeitfahren und wurde erneut für die Olympischen Spiele nominiert.
Ab dem Jahr 2022 fuhr Izagirre für die französische Cofidis Mannschaft und gewann in seiner ersten Saison die Abschlussetappe der Baskenland-Rundfahrt auf dem Arrate. In der Gesamtwertung fehlten ihm schlussendlich nur elf Sekunden auf den Sieger Daniel Felipe Martínez. Ein Jahr später triumphierte er zum zweiten Mal den Gran Premio Miguel Induráin, ehe er die hügelige 12. Etappe der Tour de France 2023 gewann, indem er sich 31 Kilometer vor dem Ziel allein aus einer Ausreißergruppe absetzte.

## Erfolge
2012
- eine Etappe Asturien-Rundfahrt
- eine Etappe Giro d’Italia

2014
- Spanischer Meister – Straßenrennen

2015
- Gesamtwertung Polen-Rundfahrt
- Weltmeisterschaft – Mannschaftszeitfahren

2016
- Gran Premio Miguel Induráin
- Prolog Tour de Romandie
- eine Etappe Tour de Suisse
- Spanischer Meister – Einzelzeitfahren
- eine Etappe Tour de France

2019
- Gesamtwertung Volta a la Comunitat Valenciana
- eine Etappe Paris–Nizza
- Gesamtwertung Baskenland-Rundfahrt
- Mannschaftszeitfahren Vuelta a España

2020
- eine Etappe Vuelta a España

2021
- eine Etappe Baskenland-Rundfahrt
- Spanischer Meister – Einzelzeitfahren

2022
- eine Etappe Baskenland-Rundfahrt

2023
- Gran Premio Miguel Induráin
- eine Etappe Tour de France

## Wichtige Platzierungen
| Grand Tour            | 2011 | 2012 | 2013 | 2014 | 2015 | 2016 | 2017 | 2018 | 2019 | 2020 | 2021 | 2022 | 2023 | 2024 | 2025 |
| --------------------- | ---- | ---- | ---- | ---- | ---- | ---- | ---- | ---- | ---- | ---- | ---- | ---- | ---- | ---- | ---- |
| Giro d’ItaliaGiro     | –    | 48   | –    | –    | 27   | –    | –    | –    | 36   | –    | –    | –    | –    | –    | –    |
| Tour de FranceTour    | –    | –    | 62   | 41   | –    | 47   | DNF  | 22   | –    | DNF  | 26   | 39   | 45   | DNF  | 69   |
| Vuelta a EspañaVuelta | –    | –    | –    | –    | –    | –    | –    | 9    | 16   | 29   | 26   | –    | –    | 37   |      |

| Monument                 | 2011 | 2012 | 2013 | 2014 | 2015 | 2016 | 2017 | 2018 | 2019 | 2020 | 2021 | 2022 | 2023 | 2024 |
| ------------------------ | ---- | ---- | ---- | ---- | ---- | ---- | ---- | ---- | ---- | ---- | ---- | ---- | ---- | ---- |
| Mailand–Sanremo          | DNF  | 85   | –    | –    | 24   | –    | –    | –    | –    | –    | –    | –    | –    | –    |
| Flandern-Rundfahrt       | 133  | –    | –    | –    | –    | –    | –    | –    | –    | –    | –    | –    | –    | –    |
| Paris–Roubaix            | DNF  | 79   | –    | –    | –    | –    | –    | –    | –    | –    | –    | –    | –    | –    |
| Lüttich–Bastogne–Lüttich | DNF  | –    | 87   | 86   | –    | 30   | 5    | 101  | 56   | –    | –    | 27   | 16   | 19   |
| Lombardei-Rundfahrt      | DNF  | –    | DNF  | DNF  | DNF  | DNF  | –    | 6    | DNF  | 80   | –    | –    | 40   | …    |